# Дезидерий Осерский
Дезидерий (Дидье; лат. Desiderius, фр. Didier; умер в 27 октября 621 или 623; Осер) — епископ Осера (первая половина 600-х—621/623), святой (день памяти — 27 октября).

## Биография

### Исторические источники
Основными средневековыми нарративными источниками, повествующими о Дезидерии, являются написанная в середине VII века Фредегаром хроника и составленные в IX веке на основании более ранних документов «Деяния епископов Осерских». Из этих двух сочинений более достоверные сведения содержатся в последнем. Вероятно, на объективность Фредегара могло повлиять его негативное отношение к королеве Брунгильде и её сторонникам, одним из которых был Дезидерий Осерский.

### Происхождение
Фредегар писал, что до своего избрания на кафедру Осерской епархии Дезидерий был крестьянином, проживавшим вблизи селения Арси в Шампани. По мнению современных историков, эти сведения не соответствуют действительности. Вероятно, истинными являются свидетельства, содержащиеся в «Деяниях епископов Осерских», согласно которым Дезидерий был членом знатной аквитанской семьи. Известно, что его мать звали Нектарией и что она была похоронена в церкви Святого Аманда в Каоре. В этом же источнике Дезидерий назван близким родственником королевы Брунгильды. Именно этим, якобы, объяснялись баснословное богатство и обширные земельные владения Дезидерия, которыми он владел ещё до получения епископского сана. На основании этих свидетельств предполагается, что Дезидерий, родным городом которого был Каор, являлся выходцем из высших слоёв знати Франкского государства. Сведения же о близком родстве Дезидерия и Брунгильды, возможно, свидетельствуют о родственных связях семьи епископа с одним из правителей Вестготского королевства.

### Епископ Осера

#### Избрание епископом
Вероятно, Дезидерий ещё до получения епископского сана входил в число наиболее приближённых к королеве Брунгильде лиц. После смерти епископа Авнария он был избран девятнадцатым главой Осерской епархии. Церемония интронизации нового епископа состоялась 2 октября, на седьмой день после кончины его предшественника. Год, когда произошло это событие, точно не известен. На основании противоречивых свидетельств средневековых источников современные историки датируют смерть епископа Авнария первой половиной 600-х годов. В качестве возможных дат кончины Авнария и восшествия Дезидерия на осерскую кафедру называются 601, 603, 604 или 605 годы.
Об обстоятельствах избрания Дезидерия епископом сообщается только в хронике Фредегара. В ней рассказывается о том, что будучи бедным крестьянином Дезидерий в 599 году помог изгнанной из Австразии Брунгильде добраться до владений её внука, короля Бургундии Теодориха II. В благодарность за этот поступок Дезидерий и получил осерскую кафедру. По мнению современных историков, это свидетельство не соответствует действительности. Тем не менее, у исследователей не вызывает сомнение тот факт, что Дезидерий получил епископский сан благодаря королеве Брунгильде.

#### Дары Осерской епархии

Церковь Франкского государства при Меровингах

Во время управления Дезидерием епархией Осер был местом жительства Брунгильды. Являясь одним из наиболее верных её сторонников и советников (лат. propinquus), Дезидерий получил от королевы богатые дары для своей епархии, в том числе, отделанную золотом чашу из оникса. Общий вес церковной утвари, переданных Брунгильдой Осерской епархии, составлял 119 фунтов и 5 унций серебра (около сорока килограммов). Королева передала епархии также и несколько принадлежавших ей земельных владений. В «Деяниях епископов Осерских» упоминается о том, что в своём завещании Брунгильда выражала желание быть похороненной в осерской церкви Святого Германа.
Желая расширить кафедральный собор Осера, церковь Святого Стефана, Дезидерий повелел пристроить к нему несколько новых помещений, а также возвести новую апсиду над его восточной частью. Образцом для неё послужила апсида собора в Отёне, недавно возведённого заботами святого Сиагрия. На личные средства епископа алтарь этого храма был украшен золотом и мозаикой. Согласно завещанию Дезидерия, о котором подробно повествуется в «Деяниях епископов Осерских», церкви Святого Стефана было передано множество золотой церковной утвари общим весом около 300 фунтов. Вся она была приобретена на деньги епископа. Богатыми дарами был наделён и другой осерский храм, церковь Святого Германа.
В своём завещании Дезидерий повелевал передать на нужды Осерской епархии не только все свои оставшиеся денежные средства, но и все свои обширные личные земельные владения, находившиеся в окрестностях Отёна, Осера, Сентонжа и Фрежюса. Также распоряжением епископа после его смерти волю получили более двух тысяч принадлежавших ему рабов. Значительные суммы передавались и на благотворительные цели, в первую очередь, на помощь бедным.
Вероятно, обогащая епархию за свой счёт, Дезидерий планировал сделать Осер главным церковным центром Бургундского королевства. Предполагается, что он также мог пытаться получить паллий, чтобы стать представителем папы римского в Бургундии. Однако эти усилия Дезидерия завершились безрезультатно.

#### Политическая деятельность
Хотя Дезидерий упоминается как наиболее влиятельный из советников королевы Брунгильды, о его деятельности на этом посту почти ничего не известно. Предполагается, что епископ Осера мог быть тем анонимным бургундским иерархом, к которому было направлено послание вестготского графа Булгара, около 611 года ведшего от имени короля Гундемара переговоры с королями Теодорихом II и Теодебертом II.
В средневековых источниках ничего не сообщается и о действиях Дезидерия во время событий, приведших к казни в 613 году королевы Брунгильды. Известно только о том, что он сохранил власть над Осерской епархией. Вероятно, Дезидерию удалось убедить нового правителя всего Франкского государства, короля Хлотаря II, в своей лояльности. Подтверждениями этого мнения являются свидетельства о пожалованиях, данных Осерской епархии этим монархом. Предполагается, что по ходатайству Дезидерия король Хлотарь II дал согласие на исполнение завещания Брунгильды в той его части, которая касалась даров осерским церквям.
Из других событий, связанных с епископской деятельностью Дезидерия, известно о его участии в Парижском соборе 614 года. На этом собрании присутствовали семьдесят девять иерархов и восемнадцать представителей высшей франкской знати. Здесь были приняты постановления, касающиеся выборов епископов, неприкосновенности церковного имущества, укрепления церковной дисциплины, а также вопросов о взаимоотношении духовенства и светских властей Франкского государства.

### Смерть и посмертное почитание
Дезидерий скончался 27 октября 621 или 623 года. Согласно «Деяниям епископов Осерских», он находился во главе епархии восемнадцать лет и двадцать пять дней. Новым главой епархии был избран Палладий.
Останки Дезидерия были похоронены в осерской церкви Святого Германа, рядом с могилой его предшественника на кафедре, святого Авнария. В 859 году мощи Дезидерия были перенесены в новую церковную крипту, а затем (в 969 году или 16 августа 1035 года) они были перевезены в церковь селения Мутье-ан-Пюизе. Все переданные Дезидерием литургические сосуды были утеряны в 1567 году во время разграбления гугенотами осерских католических храмов. Тогда же, вместе с мощами некоторых других осерских епископов, были утеряны и останки епископа Дезидерия.
Вероятно, почитание Дезидерия как святого утвердилось в Осерской епархии уже вскоре после его смерти. Он упоминается в таком качестве в мартирологе, составленном в IX веке монахом Корби Нивелоном. О Дезидерии как о святом упоминается в составленных болландистами «Актах святых». День памяти Дезидерия Осерского отмечается 27 октября. Также празднуется и перенесение его мощей: этот день отмечается 17 августа.